# Platypelis ranjomena
Platypelis ranjomena — вид земноводних роду Platypelis родини Microhylidae. Описаний у 2020 році.

## Назва
Видова назва P. ranjomena з малагасійської мови перекладається як «червононогий» («ranjo» — нога, «mena» — червоний).

## Опис
Тіло завдовжки 24-28 мм. Тіло жовтяво-коричневого забарвлення з червоним кольором у паховій області та на вентральних ділянках гомілок.

## Поширення
Вид є ендеміком Мадагаскару. Він широко поширений у низовинах на сході і північному сході країни. Населяє тропічні та субтропічні дощові ліси.